# جان بول كوزان
جان بول كوزان هو مصمم غرافيكي فرنسي. متخصص في الصورة الخاصة بالمبيعات مثل الإعلانات والعلامات التجارية وتغليف المنتجات. كما أنه معروف بتصميم الطوابع البريدية الفرنسية.
بعد دراسته في المدرسة الوطنية العليا للفنون في باريس، عمل في وكالة إعلانات. أصبح مستقلاً في عام 1983.
وفي عام 1987، أصدر أول طابع بريدي بمناسبة الذكرى المئوية لمعهد باستور، وكان من تصميمه.
وقد اكتسب شهرة أوروبية في مايو/أيار 2000 مع إصدار مشترك لطابع «أوروبا 2000» الذي أصدر منه نسخ في 55 من البلدان الأوروبية الأعضاء في بريد أوروبا.

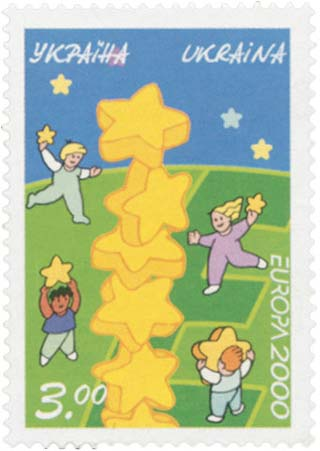
أوكرانيا
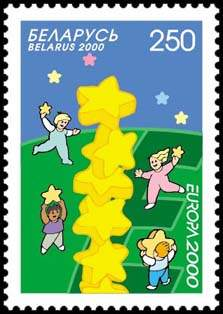
روسيا البيضاء
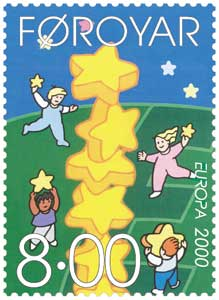
جزر فارو
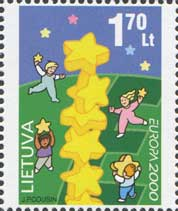
لتوانيا
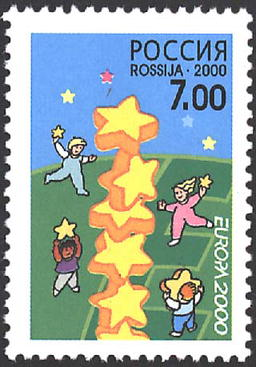
روسيا
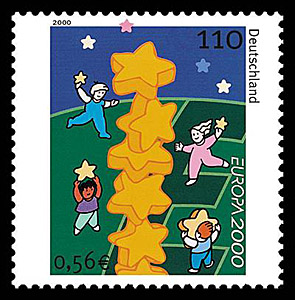
ألمانيا
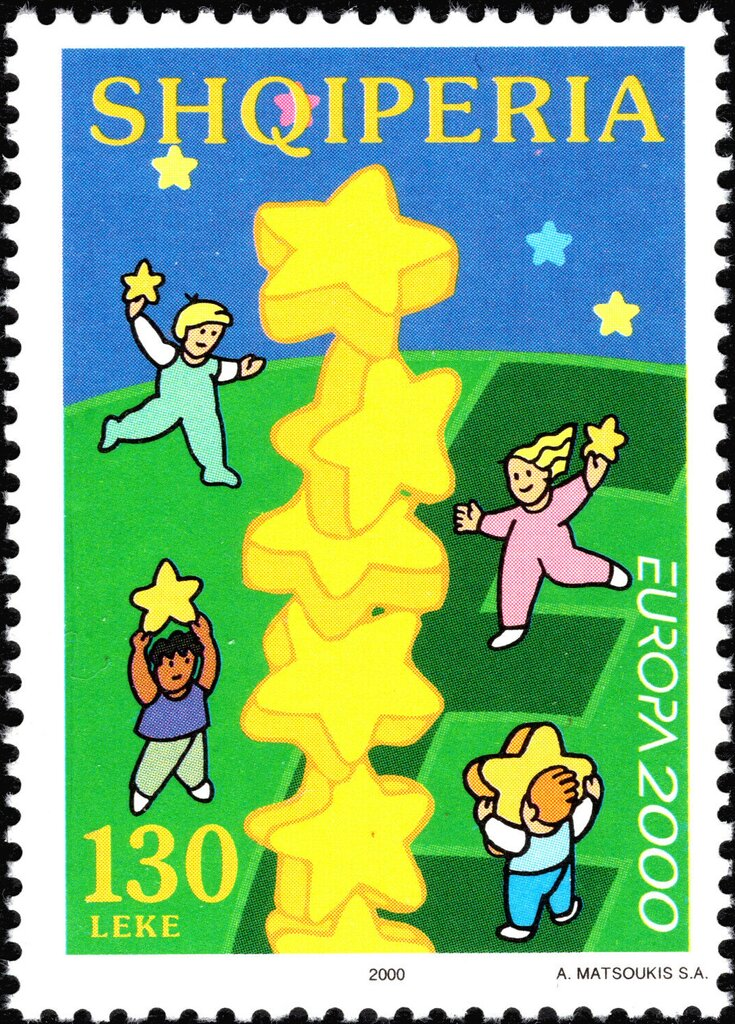
ألبانيا
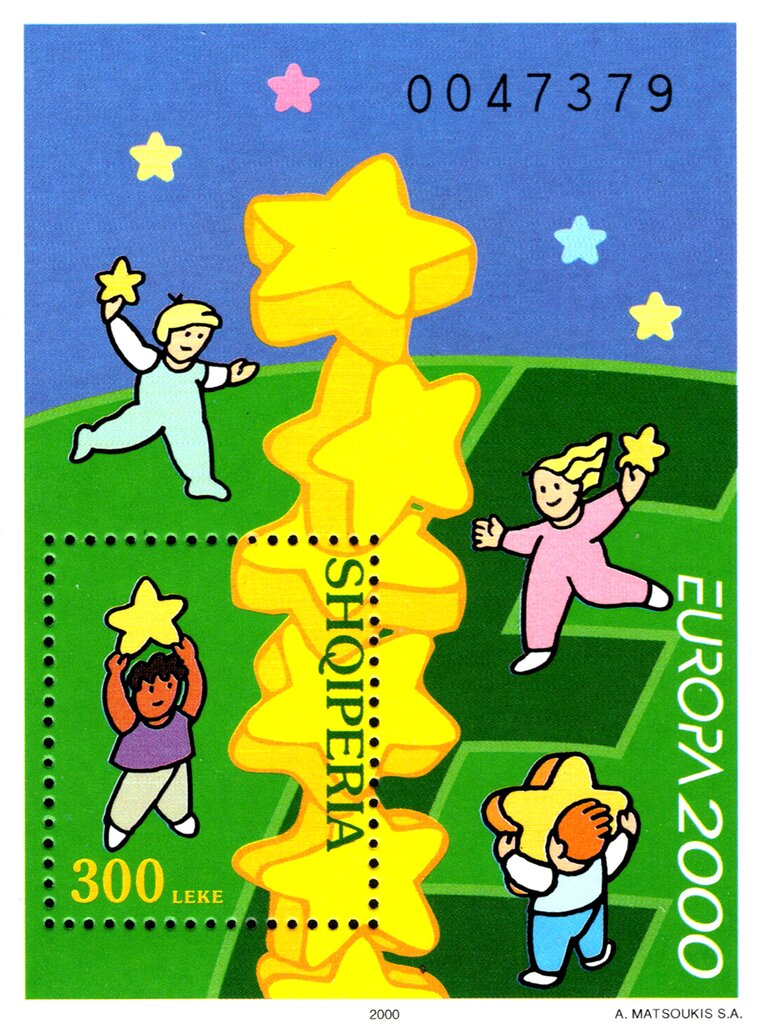
ألبانيا بطاقة وطابع بقيمة اسمية أخرى
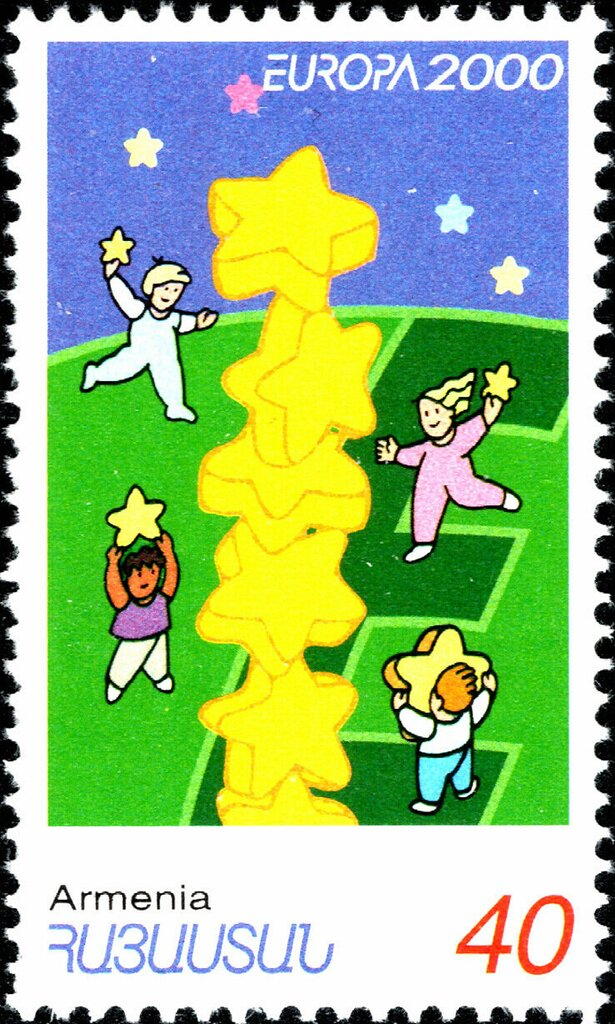
أرمينيا
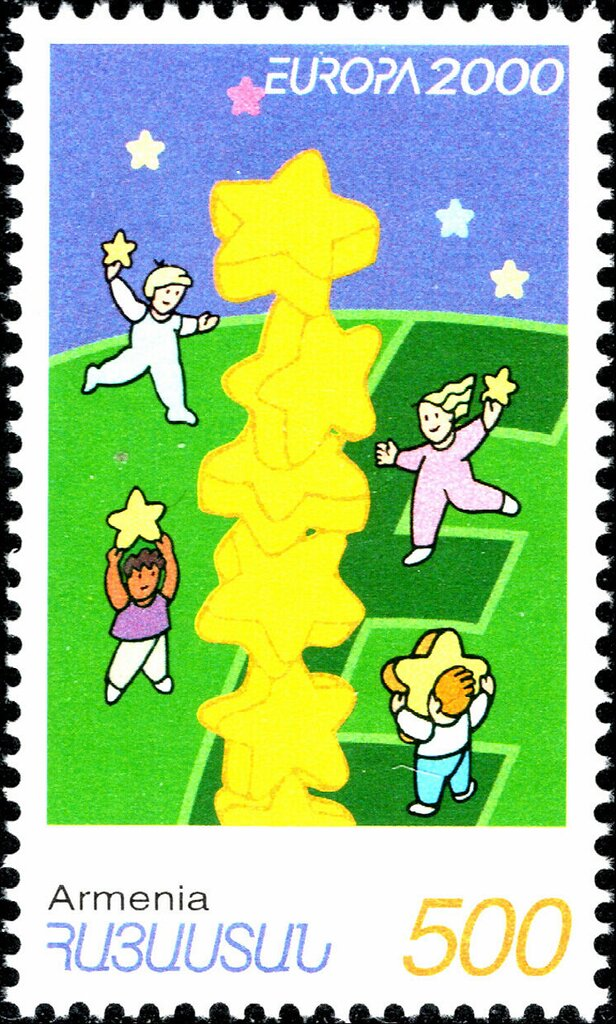
أرمينيا بقيمة اسمية أخرى